# Zbigniew Kowal
Zbigniew Kowal (ur. 10 września 1928 w Równem na Wołyniu, zm. 6 maja 2022 we Wrocławiu) – polski profesor nauk technicznych, specjalizujący się w konstrukcjach metalowych, bezpieczeństwie i niezawodności oraz teorii konstrukcji, były rektor Politechniki Świętokrzyskiej w Kielcach.

## Życiorys
W 1950 ukończył studia na Wydziale Inżynierii Lądowo-Wodnej Politechniki Wrocławskiej.
W latach 1950–1962 pracował w Centralnym Biurze Studiów i Projektów Przemysłu Węglowego we Wrocławiu jako projektant, kierownik pracowni, a od 1 kwietnia 1954 roku jako główny inżynier specjalista. W tym czasie projektował, nadzorował i konsultował kilkaset projektów nośnych konstrukcji budowlanych oraz wielkich maszyn urabiających i zwałujących. Od 1954 r. pracował w Katedrze Budownictwa Stalowego Politechniki Wrocławskiej.
W 1961 obronił pracę doktorską na Wydziale Budownictwa Lądowego Politechniki Wrocławskiej. W roku 1964 uzyskał stopień doktora habilitowanego nauk technicznych na Wydziale Inżynierii Budowlanej Politechniki Warszawskiej. 12 stycznia 1972 uzyskał tytuł profesora nadzwyczajnego, a 10 lutego 1978 profesora zwyczajnego.
W Politechnice Wrocławskiej zorganizował Laboratorium Badań Modelowych Konstrukcji Przestrzennych i sprawował opiekę nad stażystami z Białegostoku, Szczecina, Drezna, Weimaru i Lipska. Był wieloletnim konsultantem Fabryki Kotłów w Raciborzu oraz Instytutu Budownictwa, Mechanizacji i Elektryfikacji Rolnictwa w Warszawie.
Był współorganizatorem szeregu konferencji naukowych.
W latach 1969–1980 był przewodniczącym Komisji Konstrukcji Metalowych Oddziału PZITB we Wrocławiu, członkiem założycielem Komitetu Konstrukcji Metalowych ZG PZITB. W latach 1974–1979 był sekretarzem Komisji Budownictwa i Mechaniki Wrocławskiego Oddziału PAN. Od 1972 roku jest członkiem Sekcji Konstrukcji Metalowych ZG PZITB. Od 1982 roku był członkiem Komitetu Inżynierii Lądowej i Wodnej PAN. Od 1996 roku był członkiem Komisji Budownictwa Śląskiego Oddziału PAN.
Od 1981 r. pracuje w Politechnice Świętokrzyskiej. W 1984 r. zorganizował Katedrę Budownictwa Metalowego i Teorii Konstrukcji (aktualnie Katedra Mechaniki, Konstrukcji Metalowych i Metod Komputerowych), w której doprowadził do zbudowania największej w Polsce kolekcji modeli dydaktycznych konstrukcji metalowych.
W latach 1990–1996 był członkiem Centralnej Komisji do spraw Tytułu i Stopni Naukowych, a w latach 1982-1984 Rady Głównej Szkolnictwa Wyższego. W kadencji 1981-1984 oraz 1990-1993 pełnił funkcję dziekana Wydziału Budownictwa Lądowego Politechniki Świętokrzyskiej.
W latach 1984–1990, przez dwie kadencje, pełnił z wyboru funkcję rektora Politechniki Świętokrzyskiej. W tym czasie powołał: Szkołę Nauki Języka Polskiego dla Obcokrajowców, kierunek Inżynieria Środowiska oraz specjalność Informatyka. Umiejscowił z inicjatywy prof. H. Frąckiewicza w Politechnice Świętokrzyskiej filię ośrodka Rozwoju Techniki IPPT PAN. Umocnił kadrową obsadę Uczelni i przeprowadził komputeryzację za dewizy uzyskane ze szkolenia obcokrajowców. Efektywność ekonomiczna i jakość zakupionych na zachodzie komputerów umożliwiły uzyskanie licencji handlu zagranicznego.
W latach 1994–1999 pracował również w Politechnice Częstochowskiej, w której w latach 1997-1999 był dziekanem Wydziału Budownictwa.
Za wybitne osiągnięcia naukowe, dydaktyczne i projektowe prof. Zbigniew Kowal był wielokrotnie wyróżniany wysokimi odznaczeniami państwowymi, resortowymi, stowarzyszeniowymi i regionalnymi.
Do końca 2012 roku opublikował 15 skryptów i prac monograficznych oraz 340 artykułów naukowych i naukowo-technicznych m.in. na temat: zginania, skręcania i stateczności konstrukcji cienkościennych, niezawodności i bezpieczeństwa systemów konstrukcyjnych, nośności granicznej konstrukcji, dynamiki i wyboczenia pełzającego konstrukcji, systemów struktur przestrzennych, losowych właściwości struktur przestrzennych, interakcji obciążeń złożonych, stochastycznej mechaniki konstrukcji, konstrukcji energoaktywnych, stateczności włóknistych prętów kompozytowych. Uzyskał 24 patenty i 9 wzorów użytkowych.
Był promotorem 22 obronionych prac doktorskich (w tym 11 wyróżnionych). Opracował około 50 recenzji prac doktorskich, kilkanaście recenzji prac habilitacyjnych oraz kilkanaście recenzji kandydatów do tytułu profesora.
Pochowany na Cmentarzu na Psim Polu

## Nagrody i wyróżnienia
Odznaczenia, które zdobył to:
- Krzyż Kawalerski Orderu Odrodzenia Polski
- Krzyż Oficerski Orderu Odrodzenia Polski
- Medal Komisji Edukacji Narodowej
- Złote Odznaki PZITB, w tym Złota Odznaka Honorowa
- Wyróżnienie Medalem Politechniki Częstochowskiej  "Bene Merentibus"
- I i II stopień inżyniera górniczego
- 2000 r. – nominacja i wpis do Złotej Księgi Nauki Polskiej 2000 – Naukowcy Przełomu Wieków
- 2006 r. – REMO 2006 – Statuetka Sokratesa
- 2008 r. – Wyróżnienie Medalem za Wybitne Zasługi dla Politechniki Wrocławskiej
- 2008 r. – Wyróżnienie na tablicy kamiennej w holu głównym Politechniki Wrocławskiej
- 2008 r. – Medal im. prof. Stefana Kaufmana[2]
- 2009 r. – Wyróżnienie SIPH Statuetką Novator 2009 w kategorii Lider Innowacyjności
- 2009 r. – Nagroda główna Marszałka Województwa Świętokrzyskiego – Świętokrzyski Racjonalizator
- 2010 r. – Wyróżnienie Kapituły Medalu Politechniki Świętokrzyskiej (Medal nr 8)
- 2011 r. – Statuetka Wydziału Budownictwa i Inżynierii Środowiska
- 2013 r. – Nagroda Marszałka Województwa Świętokrzyskiego za zgłoszenie wynalazku – Świętokrzyski Racjonalizator